# Ralf Strehlau

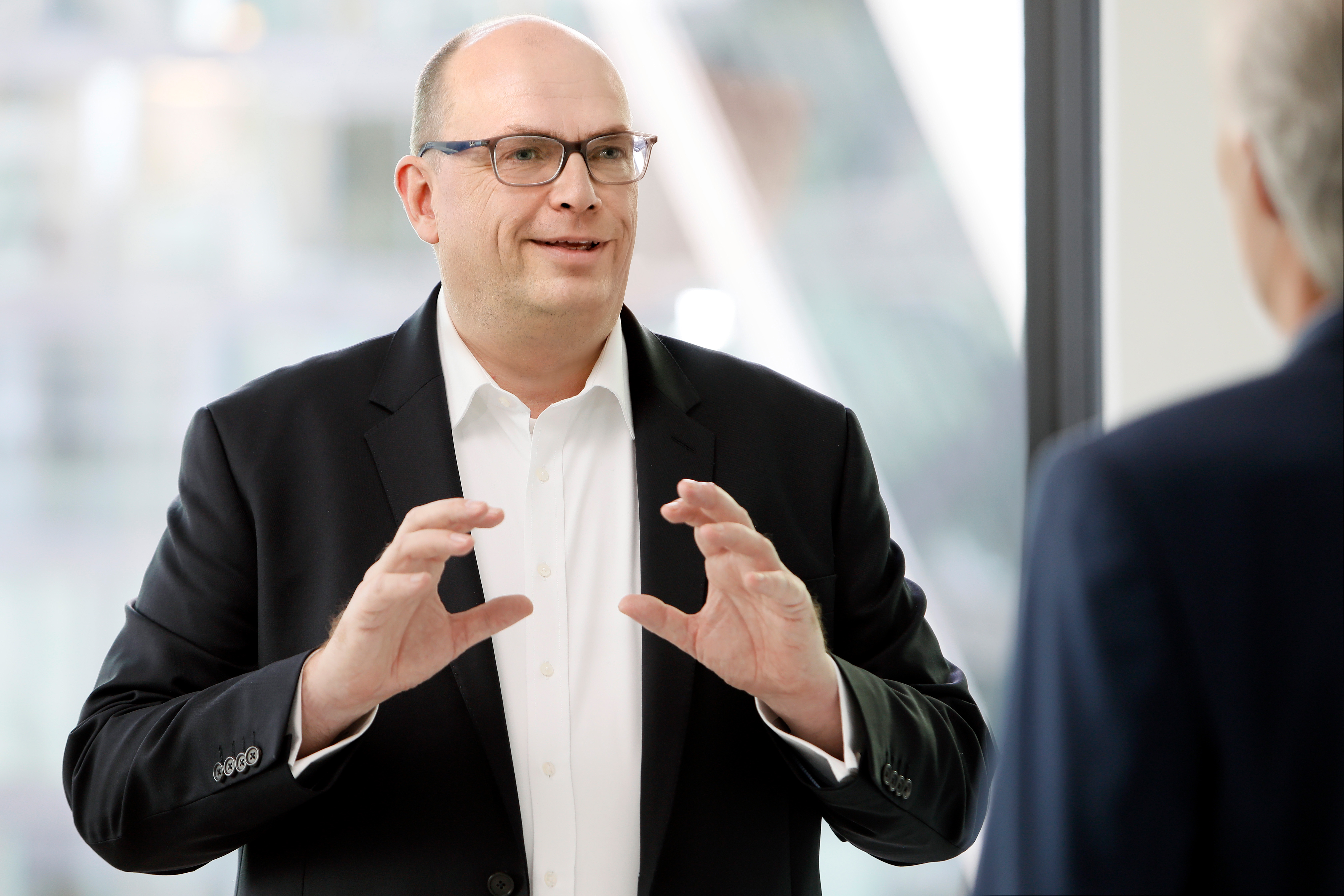
Ralf Strehlau

Ralf Strehlau (* 19. August 1965 in Hamburg) ist ein deutscher Unternehmer und Unternehmensberater. Er ist seit Januar 2017 Präsident des Bundesverband Deutscher Unternehmensberater BDU e. V.

## Leben
Nach dem Abitur 1984 in Hamburg leistete Strehlau seinen Wehrdienst ab. 1985 begann er das Studium der Betriebswirtschaftslehre an der Universität Hamburg. Während seiner Studienzeit war Strehlau Mitglied der Studentenorganisation AIESEC e. V. 1988 unterbrach er sein Studium, um Vollzeit als Mitglied des Vorstandes des deutschen Komitees tätig sein zu können. Sein Studium schloss Strehlau 1991 als Diplom-Kaufmann ab.
1991 trat er der Abteilung für Marketing und Strategie der KPMG als Consultant bei und leitete dort ab 1999 die strategische Management Praxis in der Region Europa, Mittlerer Osten und Afrika. Zwischen 2000 und 2002 war Strehlau bei der Ericsson GmbH beschäftigt und übernahm zusätzlich die Funktion des Head of Marketing für die DACH-Region. Zwischen 2002 und 2004 war Strehlau als Geschäftsführer der Acxiom Deutschland und dessen Vorläufergesellschaft tätig.
2002 machte er sich als Unternehmensberater und Interimsmanager selbstständig und war Mitbegründer des Unternehmens ANXO Management Consulting. Strehlau ist seitdem geschäftsführender Gesellschafter des Unternehmens. Im Januar 2015 wurde er zum Vizepräsidenten des Bundesverband Deutscher Unternehmensberater BDU e. V. ernannt. Seit Januar 2017 ist Strehlau Präsident des Verbands. Zudem ist er als Beiratsmitglied im Marketingclub Frankfurt e. V. tätig und seit Februar 2021 ist er Governing Board Member des Independent Management Consultacies Network.
Auf der Mitgliederversammlung des BDU am 3. Dezember 2024 ist Ralf Strehlau nach insgesamt zehn Jahren BDU-Präsidiumstätigkeit, davon acht als Präsident, auf eigenen Wunsch aus dem Amt ausgestiegen. Er hat die positive Entwicklung des BDU in den vergangenen Jahren wesentlich mitgeprägt und dafür gesorgt, dass der BDU in Politik und Öffentlichkeit noch stärker als Stimme der Branche wahrgenommen wird. Ebenfalls auf dieser Mitgliederversammlung wurde Strehlau zum Ehrenpräsidenten des BDU auf Lebenszeit gewählt.

## Tätigkeitsfelder
Strehlau leitet in seiner Position als geschäftsführender Gesellschafter der ANXO Management Consulting die Beratungsschwerpunkte Unternehmensstrategie, Marketing und Vertrieb und Digitalisierung. Ferner berät er Unternehmen auf den Gebieten E-Commerce und Social Media, Business und Marketing Intelligence sowie Organisation und Change Management. Als Interimsmanager beaufsichtigt er daneben auch die Steuerung von Veränderungsprozessen, den Aufbau neuer Geschäftsfelder, die Restrukturierung und die Sanierung.

## Mitgliedschaften
Im Januar 2017 übernahm Strehlau ehrenamtlich als Präsident den Vorsitz des Bundesverband Deutscher Unternehmensberater BDU e. V. von seinem Vorgänger Hans-Werner Wurzel.
Strehlau ist Beiratsmitglied des Marketingclub Frankfurt e. V. sowie Mitglied des Independent Management Consultancies Networks.